# The Sacred Mushroom and the Cross
The Sacred Mushroom and the Cross: A Study of the Nature and Origins of Christianity Within the Fertility Cults of the Ancient Near East é um livro de 1970 sobre a linguística do cristianismo primitivo e dos cultos da fertilidade no Antigo Oriente Próximo. Foi escrito por John Marco Allegro (1923–1988).

## Teorias
O livro relaciona o desenvolvimento da linguagem ao desenvolvimento de mitos, religiões e práticas de culto nas culturas mundiais. Allegro argumenta, através da etimologia, que as raízes do cristianismo, e de muitas outras religiões, residem nos cultos de fertilidade, e que as práticas de culto, como a ingestão de plantas enteógenas para perceber a mente de Deus, persistiram até o início da era cristã, e para alguns não especificados estende-se até o século XIII com recorrências no século XVIII e meados do século XX, pois ele interpreta o afresco da Capela Plaincourault como uma representação precisa da ingestão ritual eucarística de Amanita muscaria. Allegro argumentou que Jesus nunca existiu como uma figura histórica, mas foi antes uma criação mitológica dos primeiros cristãos sob a influência de extratos de cogumelos psicoativos, como a psilocibina.
Suas afirmações não convencionais foram alvo de desprezo. Como a revista Time colocou em um artigo intitulado "Jesus as mushroom": "Para alguns estudiosos da Bíblia na Grã-Bretanha, o novo livro parecia os delírios psicodélicos de um cultista hippie. Para outros, era apenas uma farsa bizarra. Um deles descreveu-o como 'como o pesadelo erótico de um filólogo semita'."

## Reação
O livro foi descrito como "notório" e como "um dos livros mais estranhos já publicados sobre religião e farmacologia". Houve um circo midiático quando foi publicado em 1970. Isso fez com que a editora se desculpasse por publicá-lo e forçou a renúncia de Allegro de seu cargo universitário. Judith Anne Brown sugeriu que o livro era "difícil de ler e difícil de resumir, porque segue pistas que cruzam diferentes culturas e levam a redes de associação de muitas camadas". Mark Hall escreve que Allegro sugeriu que os pergaminhos praticamente provaram que um Jesus histórico nunca existiu. Philip Jenkins escreve que Allegro era um estudioso excêntrico que se baseava em textos que não existiam exatamente na forma como ele os citava, e chama o The Sacred Mushroom and the Cross de "possivelmente o livro mais ridículo sobre Jesus por um acadêmico qualificado com bolsa de estudos".

## Reconsideração
Alguns estudos do trabalho de Allegro forneceram novas supostas evidências e levaram a apelos para que suas teorias fossem reavaliadas pela corrente principal. Em novembro de 2009, The Sacred Mushroom and the Cross foi reimpresso em uma edição do 40º aniversário com um adendo de 30 páginas pelo Prof. Carl AP Ruck da Universidade de Boston. Uma exposição mais articulada dos insights de Allegro sobre o cristianismo primitivo e suas descobertas estudando os Manuscritos do Mar Morto foi publicada em seu livro de 1979, The Dead Sea Scrolls and the Christian Myth.
O trabalho de Allegro também ganhou reconhecimento e consideração por proponentes da psicodelia experiencial por meio da interação farmacológica, como Terence McKenna, que citou as afirmações de Allegro sobre certos fungos psicoativos que fazem analogia com a eucaristia, proferidas em uma palestra ao vivo na década de 1990.